# Knuspermüsli

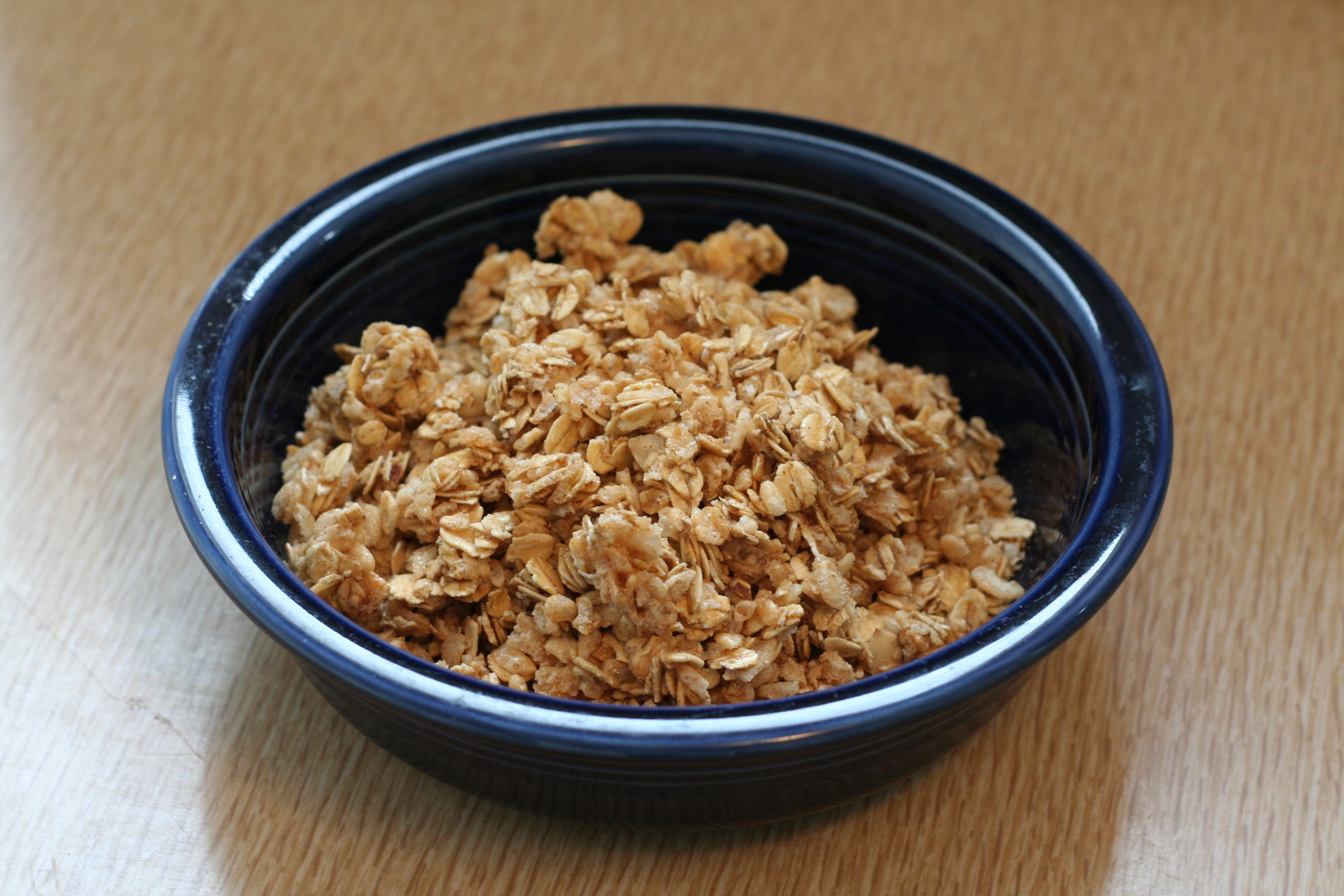
Knuspermüsli

Knuspermüsli (auch Knuspermüesli) oder Granola besteht in der Grundform aus mit Zucker oder Honig gebackenen Haferflocken, die als Frühstücksflocken (Müsli), als Snack oder auch als Garnierung („Topping“) zum Beispiel von Speiseeis verzehrt werden können. Eine weitere häufige Zutat sind Nüsse.

## Geschichte
James Caleb Jackson, ein US-amerikanischer Sanatoriumsbetreiber, verkaufte ab 1863 Granula, das aus gebackenem Vollkornweizenmehl bestand. John Harvey Kellogg, Erfinder der Cornflakes, brachte 1878 ein ähnliches Produkt unter dem gleichen Namen auf den Markt, das später aus rechtlichen Gründen in Granola umbenannt wurde. In englischsprachigen Ländern wurde Granola zu einem Gattungsnamen für dieses Produkt. 2024 wurde das Wort Granola erstmals im Duden verzeichnet.